# Соуседик, Йозеф
Йозеф Соуседик (чеш. Josef Sousedík; 18 декабря 1894, Всетин (ныне Злинского края Чехии) — 15 декабря 1944) — чешский изобретатель, предприниматель. Участник Движения Сопротивления в Чехословакии.
Автор патентов в области электрических двигателей.

## Биография
Родился в бедной семье. После окончания начальной школы получил специальность электрика.
Участник Первой мировой войны, в составе австро-венгерской армии воевал в России и Италии. В 1918 принимал участие в чехословацко-венгерской войне.
После окончания войны в 1919 создал собственную электромастерскую. Обладатель ряда патентов на изобретения, которые с успехом использовал на своем производстве. Предприятие быстро расширилось, и вскоре на его фабрике работало более 350 человек.
Во время Великой депрессии в 1934 фирма «СОУСЕДИК» обанкротилась и была куплена компанией Ringhofer TATRA («РИНГХОФЕР ТАТРА»), которая наняла его генеральным директором.
Благодаря успешной производственно-хозяйственной деятельности в 1927—1938 дважды избирался мэром Всетина.
Во время Второй мировой войны Й. Соуседик был одним из участников лидеров движения антигитлеровского сопротивления в Чехословакии, сотрудничая с 1-й чехословацкой партизанской бригадой им. Яна Жижки.
В декабре 1944 году после боя был арестован фашистами и во время допроса в гестапо застрелен.
Награждён Крестом Отважных.
Коммунистическая власть ЧССР замалчивала заслуги Й. Соуседика из-за его связей с западными государствами и предпринимательской деятельности.

## Память
- В городе Всетин имя Йозефа Соуседика присвоено средней профессиональной кондитерской школе.

## Награды
- Медаль «За героизм» — посмертно, 2016 год[3].